# 貂族汽車
貂族汽車有限公司是台灣一家已停業的汽車公司，前身為嘉得汽車，為1980年代與1990年代引進福特與Mercury部分車系的貿易商。

## 引進車款[2]
- 福特汽車
  - 穿山貂（Windstar）[3]
  - 金牛貂（Taurus）
  - 金箭貂（Probe）
  - 小黑貂/小貂王（Escort）

- Mercury
  - 黑貂（Sable）
  - 黃玉貂（Topaz）[4]